# Birutė Šakickienė
Birutė Šakickienė (née le 26 novembre 1968 à Zarasai) est une rameuse lituanienne.

## Biographie

### Palmarès

#### Aviron aux Jeux olympiques
- 2000 à Sydney,  Australie
  -  Médaille de bronze en deux de couple[1]